# Riffhaken

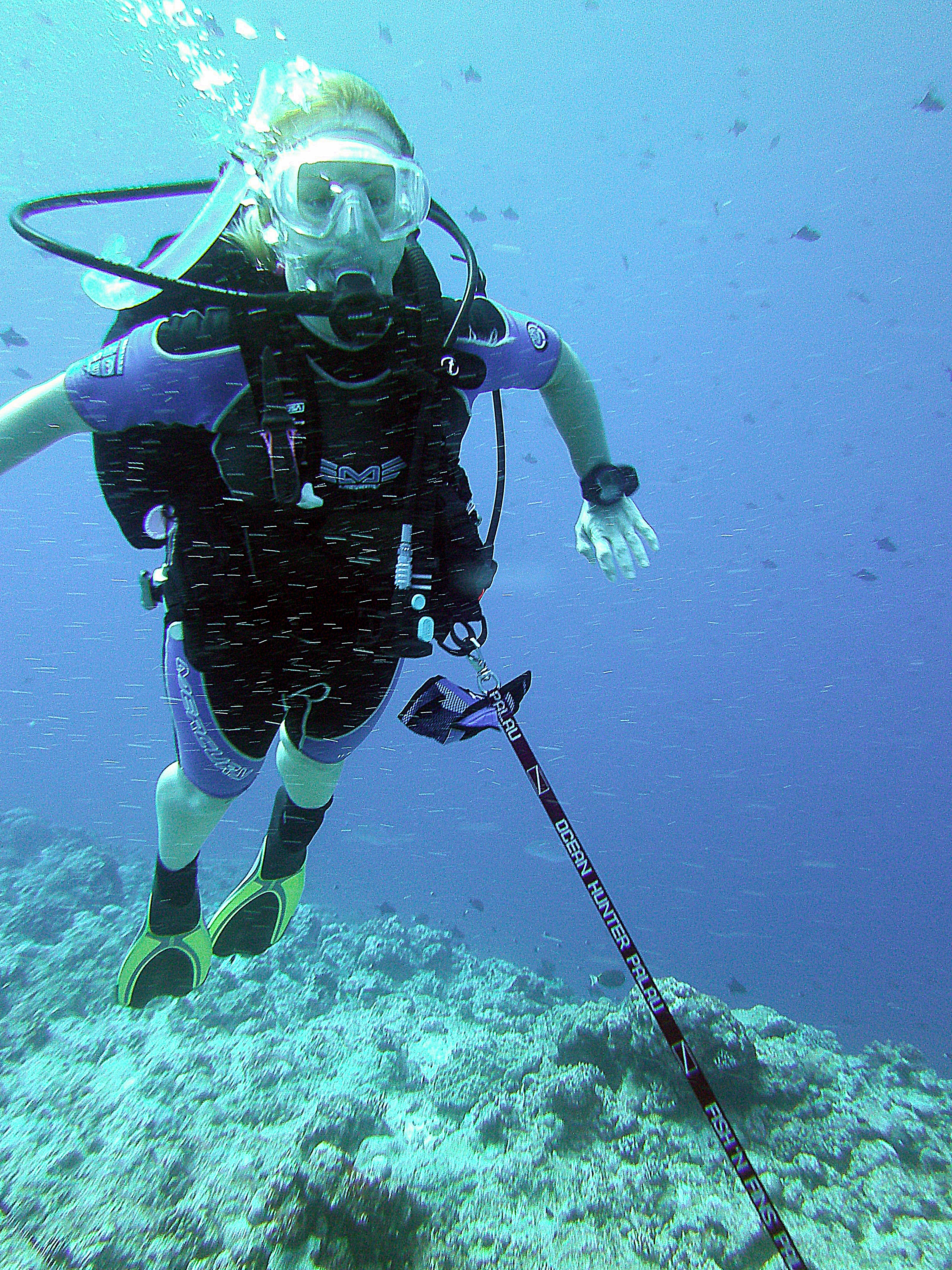
Taucherin ist an dem Seil eines Riffhakens in Strömung befestigt.

Riffhaken und Strömungshaken sind wichtige Werkzeuge einer Tauchausrüstung, die von Tauchern in Gebieten mit starker Strömung verwendet werden. Diese Haken bestehen in der Regel aus robustem Edelstahl und sind mit einer Leine und einem Karabiner verbunden, der an der Tarierweste (BCD) befestigt wird. Sie ermöglichen es Tauchern, sich sicher an nicht-lebenden Strukturen wie Felsen oder toten Korallen zu verankern, ohne das empfindliche Ökosystem der lebenden Korallenriffe zu schädigen.
Die Anwendung eines Riffhakens ist besonders an Tauchplätzen mit starken Strömungen entscheidend, da sie Tauchern erlaubt, Energie zu sparen, indem sie ihre Position stabil halten können, während sie ihre Hände für andere Aktivitäten, wie Unterwasserfotografie oder das Justieren von Ausrüstung, frei haben. Riffhaken sind daher sowohl für Freizeittaucher als auch für professionelle Taucher ein wichtiges Hilfsmittel, um in anspruchsvollen Meeresbedingungen sicher und komfortabel zu tauchen.
Die Umweltfreundlichkeit ist ein weiterer zentraler Aspekt dieser Ausrüstung. Im Gegensatz zum direkten Festhalten an Korallen, was erhebliche Schäden verursachen kann, bieten Riffhaken eine schonende Alternative, indem sie es dem Taucher ermöglichen, sich an nicht-lebenden Strukturen zu verankern, ohne das marine Ökosystem zu stören. Riffhaken verbleiben nicht im Riff, sondern werden nach einigen Minuten wieder entfernt.